# Sinoksid
Sinoksid je komercialno ime za zmes, katere glavni sestavini sta svinčev stifnat kot inicialni eksploziv in barijev nitrat kot oksidant. Ta zmes je bila prva polnitev netilk za naboje strelnega orožja, ki ni vsebovala živega srebra in kalijevega klorata, ki je ob gorenju tvoril koroziven kalijev klorid.
Zmes je leta 1928 patentiralo nemško podjetje RWS Arhivirano 2017-06-03 na Wayback Machine. in se praktično v nespremenjeni obliki uporablja še danes v večini sodobnih netilk.